# Гарагуля, Геннадий Николаевич
Геннадий Николаевич Гарагуля (27 января 1981, Ленинград, СССР) — российский игрок в мини-футбол, вратарь; тренер. Выступал за сборную России по мини-футболу.

## Биография
Начинал карьеру в петербургском «Стройимпульсе», впоследствии переименованном в «Единство». В 2002 году перебрался в столичное «Динамо-23», однако играл в нём недолго — команда была расформирована. После этого Гарагуля перешёл в екатеринбург]кий клуб «Синара», где пробыл семь лет. За годы, проведённые в нём, он стал обладателем Кубка УЕФА по мини-футболу 2007-08 и Кубка России по мини-футболу 2007. Доиграв сезон 2008—2009 в «Норильском Никеле», летом 2009 года Гарагуля подписал контракт с московским «Динамо-2». А сезоном позже он перешёл в другое — «Динамо». В сезоне 2015/2016 года начал карьеру тренера по вратарям в мини-футбольном клубе «Элекс — Фаворит» (Рязань). С 2016 года — помощник тренера национальной сборной России по мини-футболу. Занимается подготовкой вратарей и общей статистикой.
Гарагуля неоднократно привлекался в состав сборной России по мини-футболу. В 2003 и 2010 годах он попадал в состав сборной на чемпионат Европы. В июне 2025 года назначен главным тренером Профессионального Мини-футбольного Клуба "Торпедо".

## Достижения
Игровая карьера
- Победитель студенческого чемпионата мира 2002
- Обладатель Кубка УЕФА 2007/08
- Чемпион России (3): 2011, 2012, 2013
- Обладатель Кубка России (3): 2007, 2011, 2013
- Серебряный призёр Кубка УЕФА (2): 2011/12, 2012/13
- Обладатель Межконтинентального кубка (1): 2013

Тренерская карьера
- Серебряный призёр чемпионата мира 2016